# Псалом 111

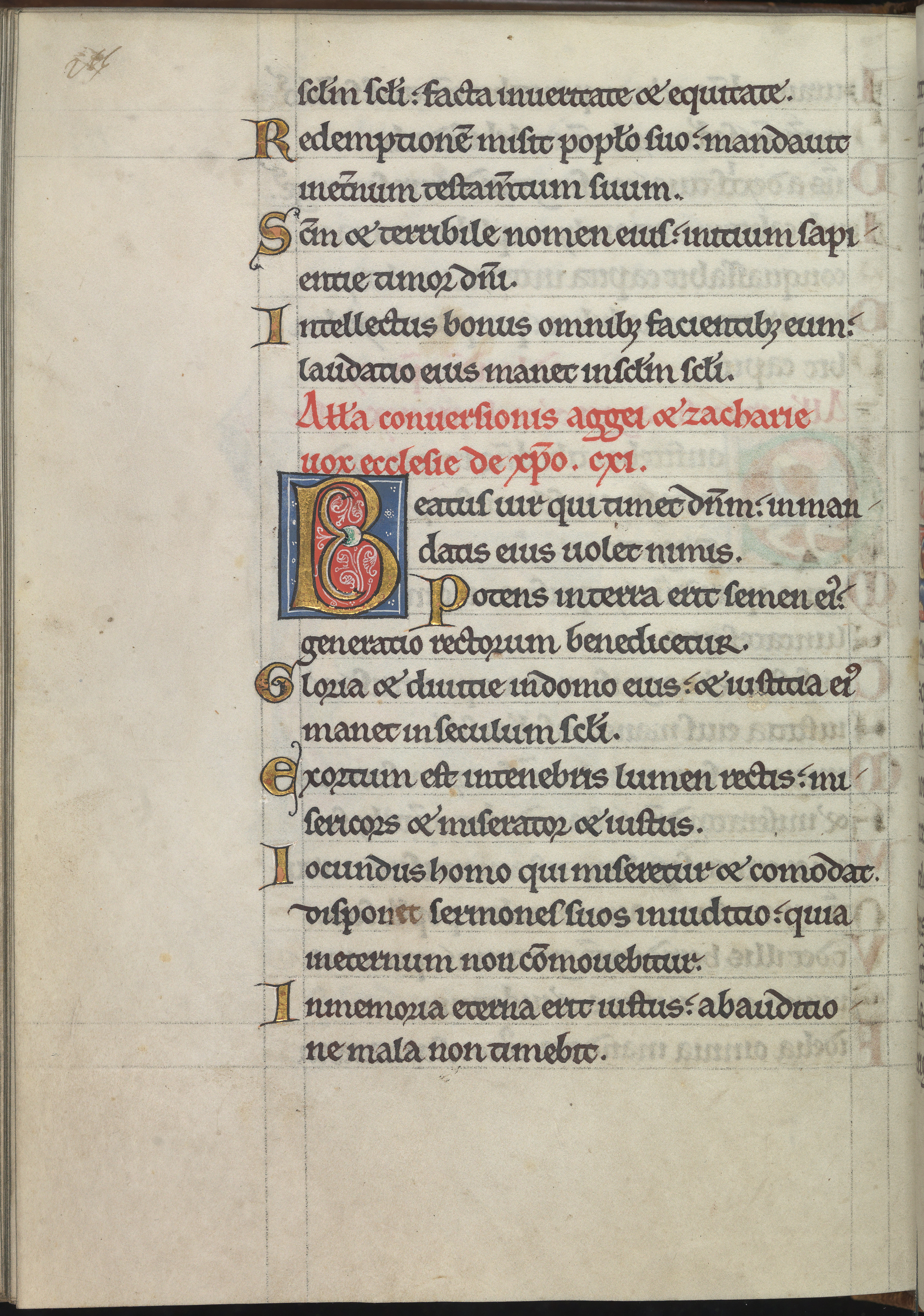
111-й псалом на листе из Псалтири Алиеоноры Аквитанской

Сто оди́ннадцатый псало́м — нравоучительный «алфавитный» псалом, 111-й псалом из книги Псалтирь (в масоретской нумерации — 112-й). Известен по латинскому инципиту Beatus vir qui timet Dominum, «Блаженъ мужъ бояйся Господа». Является одним из восьми псалмов, составленных в виде акростиха: 9, 24, 33, 36, 110, 111, 118, 144.
В Вульгате псалом имеет надписание «Аллилуиа возвращения Аггея и Захарии, псалом». Счастливым будет выполняющий Божьи заповеди. Бог поможет ему, потому что запомнит честного и верного в заповедях. Не выполняющий Божьих заповедей увидит благоденствие честного и позавидует. Речь в псалме, вероятно, ведут о Неемии.
Псалмы 110 и 111 — объединены общей темой и написаны одним автором. 111-й псалом начат с упоминания страха Господня («боящийся Господа»), словами, которыми оканчивают предыдущий 110-й псалом («страх Господень») как продолжение общей темы.

## Текст
Псалом на еврейском языке составлен в виде акростиха согласно количеству и порядку букв еврейского алфавита, представляя собой один из видов художественного построения речи, облегчающего её запоминание и предохраняющего от посторонних вставок или изъятий. Акростих виден лишь в псалме на еврейском языке, причём в одном стихе — по две буквы еврейского алфавита последовательно (в заключительных двух стихах — по три буквы), то есть в еврейской традиции текст разбит по-иному, в отличие от христианской традиции. В еврейской традиции псалом состоит из 23-х стихов — надписание-призыв для общины для восхваления Бога и 22 стиха в соответствии с количеством и порядком букв еврейского алфавита, преимущественно по три слова в стихе:
| Греческий текст                                       | Церковнославянский перевод греческого текста | Еврейский текст            |
| ----------------------------------------------------- | -------------------------------------------- | -------------------------- |
| αλληλουια                                             | аллилуiа                                     | הללו יה‬                    |
| μακαριος ανηρ ο φοβουμενος τον κυριον                 | блаженъ мужъ бояйся господа                  | Алеф אשרי איש ירא את יהוה‬  |
| εν ταῖς εντολαις αυτου θελησει σφοδρα                 | въ заповѣдехъ его восхощетъ зѣло             | Бет במצותיו חפץ מאד‬        |
| δυνατον εν τη γη εσται το σπερμα αυτου                | сильно на земли будетъ сѣмя его              | Гимель גבור בארץ יהיה זרעו‬ |
| γενεα ευθειων ευλογηθησεται                           | родъ правыхъ благословится                   | Далет דור ישרים יברך‬       |
| δοξα και πλουτος εν τω οικω αυτου                     | слава и богатство въ дому его                | Хе הון ועשר בביתו‬          |
| και η δικαιοσυνη αυτου μενει εις τον αιωνα του αιωνος | и правда его пребываетъ въ вѣкъ вѣка         | Вав וצדקתו עמדת לעד‬        |
| εξανετειλεν εν σκοτει φως τοις ευθεσιν                | возсiя во тмѣ свѣтъ правымъ                  | Заин זרח בחשך אור לישרים‬   |
| ελεημων και οικτιρμων και δικαιος                     | милостивъ и щедръ и праведенъ                | Хет חנון ורחום וצדיק‬       |
| χρηστος ανηρ ο οικτιρων και κιχρων                    | благъ мужъ щедря и дая                       | Тет טוב איש חונן ומלוה‬     |
| οικονομησει τους λογους αυτου εν κρισει               | устроитъ словеса своя на судѣ                | Йуд יכלכל דבריו במשפט‬      |
| οτι εις τον αιωνα ου σαλευθησεται                     | яко въ вѣкъ не подвижится                    | Каф כי לעולם לא ימוט‬       |
| εις μνημοσυνον αιωνιον εσται δικαιος                  | въ память вѣчную будетъ праведникъ           | Ламед לזכר עולם יהיה צדיק‬  |
| απο ακοης πονηρας ου φοβηθησεται                      | от слуха зла не убоится                      | Мем משמועה רעה לא יירא‬     |
| ετοιμη η καρδια αυτου ελπιζειν επι κυριον             | готово сердце его уповати на господа         | Нун נכון לבו בטח ביהוה‬     |
| εστηρικται η καρδια αυτου ου μη φοβηθη                | утвердися сердце его не убоится              | Самех סמוך לבו לא יירא‬     |
| εως ου επιδη επι τους εχθρους αυτου                   | дондеже воззритъ на враги своя               | Аин עד אשר יראה בצריו‬      |
| εσκορπισεν εδωκεν τοις πενησιν                        | расточи даде убогимъ                         | Пе פזר נתן לאביונים‬        |
| η δικαιοσυνη αυτου μενει εις τον αιωνα του αιωνος     | правда его пребываетъ во вѣкъ вѣка           | Цади צדקתו עמדת לעד‬        |
| το κερας αυτου υψωθησεται εν δοξη                     | рогъ его вознесется въ славѣ                 | Куф קרנו תרום בכבוד‬        |
| αμαρτωλος οψσεται και οργισθησεται                    | грѣшникъ узритъ и прогнѣвается               | Реш רשע יראה וכעס‬          |
| τους οδοντας αυτου βρυξει και τακησεται               | зубы своими поскрежещетъ и растаетъ          | Шин שניו יחרק ונמס‬         |
| επιθυμια αμαρτωλων απολειται                          | желанiе грѣшника погибнетъ                   | Тав תאות רשעים תאבד‬        |

## Толкование
Псалом возможно поделить на три части — предисловие (стихи 1—4), хиазм (стихи 7—8), послесловие (стихи 9—10):
«Аллилуия. Блажен муж, боящийся Господа и крепко любящий заповеди Его. Сильно будет на земле семя его; род правых благословится. Обилие и богатство в доме его, и правда его пребывает вовек. Во тьме восходит свет правым; благ он и милосерд и праведен. Добрый человек милует и взаймы даёт; он даст твёрдость словам своим на суде. Он вовек не поколеблется; в вечной памяти будет праведник».
а) «худой молвы» (стих 7 б);
б) «не убоится» (стих 7 а);
в) «сердце его твёрдо» (стих 7 в);
г) «уповая на Господа» (стих 7 г);
в) «утверждено сердце его» (стих 8 а);
б) «он не убоится» (стих 8 б);
а) «когда посмотрит на врагов своих» (стих 8 в).
«Он расточил, роздал нищим; правда его пребывает во веки; рог его вознесётся во славе. Нечестивый увидит это и будет досадовать, заскрежещет зубами своими и истает. Желание нечестивых погибнет».

## Богослужебное использование
Католицизм
По уставу святого Бенедикта 111-й псалом поют на воскресной вечерни.
Православие
111-й псалом состоит в 16-й кафизме, поют в тех частях православной литургии, куда входит кафизма. Целиком 111-й псалом поют в чине благословения нового кивота после начальных молитв, на утрени в 3-ю седмицу после Пасхи, на утрени в субботу 7-й седмицы после Пасхи, во время Великого поста, на утреню в субботу праведнаго Лазаря, на утрени в среду Страстной седмицы, в праздник Благовещения. Отдельные стихи псалма поют по разным случаям.
Иудаизм
111-й псалом поют в Слихот.

## Рецепция
Музыка
Два мотета на текст 111-го псалма написал Клаудио Монтеверди (в сборнике «Selva morale», SV 268 и SV 269).
Литература
| Блажен муж, иже Господа боится, заповедь Его соблюдати тщится. Силно на земли будет его семя на всяко время. Род правых будет преблагословенный и дом в богатство, в славу умноженный. И правда его вечно пребывает, Бог соблюдает. Правым и во тме обыче сияти свет, яко живут выну в благодати. Бога всещедра и праведна суща, их милующа. Благий муж любит от своих даяти и слово в суде умом разсмотряти. Да не погрешит, но не движим будет, в правде пребудет. Во память вечну правый сохранится, от слуха злаго он не убоится. Готово сердце уповати его, в Бога своего. Утвержден сердцем сый не устрашится, даже враг его поражен смирится. Расточи нищим между человеки, прав есть вовеки. Рог же онаго в славе вознесется, что грешник видя, гневом разжется. Сохнущ поскрежещет, а чего желает, все исчезает. Симеон Полоцкий, «Псалтирь рифмотворная», 1678 | Блаженъ небесныя державы, Бояся смертный человѣкъ, И чтущій оныя уставы, Не нарушая ихъ во вѣкъ. Блаженнаго на свѣтѣ сѣмя, Умножится и возрастетъ: Его благословится племя: Богатство въ домѣ процвѣтетъ. Во мракѣ солнце возсіяетъ, Ему отъ щедраго творца, И духъ его успокояетъ, Покровъ владыки и отца. Блаженны люди милосерды, Коль бѣднымъ помощь подаютъ! И въ исполненіяхъ сихъ тверды, Благодѣянія ліютъ. Коль жалостливъ такой мужъ будетъ: Какъ началъ быти на всегда; Самъ Богъ ево не позабудетъ, За добродѣтель никогда. Въ день скорби онъ не унываетъ, И не страшится ни чево: На Бога крѣпко уповаетъ: А вышній сохранитъ ево. Злочестный зря ево скрежещетъ, Что щастіе и слава съ нимъ; Но онъ во правдолюбьи блещетъ, А тотъ исчезнетъ яко дымъ. А. П. Сумароков, 1787 | Ща́сливъ! Бо́га-кто боится: Заповѣдей всяко не престу́питъ онъ Того; Родъ его благослови́тся; Сильно будетъ сѣмя на землѣ, и сверьхъ всего; Славенъ и Богатъ домъ радосный; Правды плодъ въ само́мъ ввѣкъ сладосный. Онъ какъ-свѣтъ сiяетъ правымъ; Милость и щедрота справедлива въ немъ вездѣ; Стро́итъ сердцемъ не лукавымъ, Но и откровеннымъ рѣчи и дѣла́ въ судѣ: Всякъ къ нему вредъ не приближится; Въ твердости онъ не подвижится. Память будетъ бесконечна, И велико имя во Вселенной процвѣтетъ; Добродѣтель въ немъ сердечна Въ свѣтлость и въ блаженство беспорочнаго введетъ: Нѣтъ отъ слуха зла опасности, Ни хуламъ къ нему причасности. Уповаетъ онъ на Бога; Любитъ чистымъ сердцемъ, и взывать Его готовъ; Крѣпость въ немъ о Вышнемъ многа, И не устрашится бѣдства отъ сѣте́й и словъ: Презритъ всѣхъ онъ непрiятелей, Лишъ воззритъ на техъ зiятелей. Онъ даетъ и расточаетъ; На него убогимъ твердая надежда есть; Сихъ онъ прочъ не отлучаетъ; Тѣмъ и вознесется въ силу и въ отмѣнну честь: Ни хвали́мъ никто-есть-стро́йнѣе, Ни хвалить есть что-досто́йнѣе. Грѣшникъ такъ его узрѣвши, Приметъ то въ досаду, и разжется въ наглый гнѣвъ; Поскрежещетъ поблѣднѣвши, И остервѣни́тся въ зѣльной ярости, какъ-Левъ: Но въ грѣшащемъ изволенiе, Самому́ въ вѣкъ погубленiе. В. К. Тредиаковский, 1753 |